# 鈴鹿ハンターショッピングセンター
鈴鹿ハンターショッピングセンター（すずかハンターショッピングセンター）は、三重県鈴鹿市にある株式会社鈴鹿ハンターが開発したショッピングセンターである。

## 歴史・概要
大四日市商業開発協同組合を母体として「呉服の川口屋（現・川まん）」・「岡本総本店」・「関西電波（現・ギガス）」・「三泗百貨店（現・スーパーサンシ）」が均等出資して1972年（昭和47年）8月21日に資本金5000万円で株式会社鈴鹿ハンターを設立し、同社がデベロッパーとなって1973年（昭和48年）10月10日にショッピングセンター「鈴鹿ハンター」を開業したのが始まりである。
出資した4社は開業時からいずれも核店舗として出店しており、その収益で回収すればよいとの考えから、デベロッパーの株式会社鈴鹿ハンター側で利益を出そうとしない運営形態で開業した。
開業時点では延べ床面積約13,500m2のA館と延べ床面積約5,200m2のB館という2階建ての建物2棟で構成され、その周囲に約700台の駐車場を併設していた。
店内には幅3mから幅5mの広めの通路を設けており、開業時のメインのA館は、1階奥にスーパーサンシと関西電波、2階奥に川口屋とジャスコと核店舗はいずれも奥側に配置されていて、エスカレーター付近などの好立地に中小テナントを配置した売り場構成としたことから、開業初年度から全テナントは黒字を上げて順調な出足となった。
A館の1階に造られた中央広場や駐車場でイベントを開催するなどの販売促進策を実施するなど、子供のいるファミリー層や地元の大手企業に勤める若者を狙った営業戦略を展開し、開業前に約40%が四日市市に流出していた鈴鹿市民の買い物需要を取り込み、逆に四日市や津市などからも来店客を集めるようになった。
その結果、売上が想定以上に伸びて、開業から3年目にデベロッパーの株式会社鈴鹿ハンターも黒字転換することになった。
そして、1975年（昭和50年）10月に飲食関連12店舗の入る別館サンマルコ（店舗面積約990m2）を増設した。
地元商店街の有志が1976年（昭和51年）3月19日に西隣に「SC・アイリス」が当店の約1.5倍の規模で開業して競合となり、同年4月25日に「日永カヨー」、同年11月12日に「ショッピングモール かめ山エコー」と近隣都市にも相次いで大型店が出店して商圏が近隣の約5万人に狭まることになったが、低粗利益率で強い集客力を持つスーパーサンシが食品の核テナントであったことで足元商圏での強みとなったことも相まって、A館を増床すると共に、商品力や価格競争力を強化するなどして対抗することに成功して、平日約7,000人・土曜日約15,000人・日曜日約35,000人の来店客を集め、前年を上回る売上高約100億円を上げた。
また、当店と「SC・アイリス」が出店したことで、当店のある平田町地区が鈴鹿市最大の商業集積地となった。
1980年（昭和55年）にスーパーサンシ鈴鹿ハンター店が宅配サービスを試験的に開始し、1983年（昭和58年）3月に同社の生鮮食品や雑貨の宅配サービスフレッシュシステムズの開業に繋がった。
建て替えを行い、1990年（平成2年）3月21日に店舗面積を約19,240m2・駐車台数約2,000台へ拡大して新装開店した。
1991年（平成3年）に「第1回花のまちづくりコンクール」で農水大臣を受賞した。
1998年（平成10年）6月に電気と冷暖房のためのディーゼルエンジン式のコジェネレーションシステムを導入した。
2020年（令和2年）7月2日に2階に「鈴鹿市マイナンバーカードセンター」が開設され、
2021年（令和3年）11月1日に「鈴鹿亀山消費生活センター」が鈴鹿農業協同組合平田駅前支店2階から2階に移転し、2階に2022年（令和4年）8月6日にブックオフが鈴鹿白子店を移転・増床する形で鈴鹿ハンター店を開店した。
商業施設の多い三重県道41号亀山鈴鹿線（鈴鹿中央道路）に面していないものの出入口は設けられており、3階と屋上にも駐車場が設けられている。

## テナント
現行テナントはフロアガイドを参照。

### 主なテナント
- スーパーサンシ - デベロッパーの「株式会社鈴鹿ハンター」の出資者で[7]、開業時から1階奥に核店舗として出店しており[6]、食品の核テナントとして低粗利益率で強い集客力を武器にショッピングセンター全体の競争力の源泉となっている[20]。本社も当館内に所在している[30]。

- ステップ - かつての運営母体の株式会社ステップは[31]。法人としては2022年（令和4年）1月21日に株式会社鈴鹿ハンターと合併して解散した[32]。
- セリア - 1階[広報 2]
- ジップドラッグ - 1階[広報 3]
- ブックオフスーパーバザー - 2階に[28]。2022年（令和4年）8月6日に鈴鹿白子店を移転・増床する形で鈴鹿ハンター店を開店[29]。

#### 公共施設
- 三重県鈴鹿旅券コーナー - 1階[広報 4]
- 鈴鹿市マイナンバーカードセンター - 2020年（令和2年）7月2日に2階に開設[26]。
- 鈴鹿亀山消費生活センター - 2階に2021年（令和3年）11月1日に鈴鹿農業協同組合平田駅前支店2階から移転[27]。

### かつて存在した主なテナント
- 呉服の川口屋（現・川まん） - デベロッパーの「株式会社鈴鹿ハンター」の出資者で[7]、開業時には2階奥に核店舗として出店していた[6]呉服店[20]。1990年（平成2年）3月21日の新装開店後も核店舗として出店していた[3]。
- 岡本総本店 - デベロッパーの「株式会社鈴鹿ハンター」の出資者で[7]、開業時には核店舗として出店していた[6]家具店[20]。
- 関西電波（現・ギガス） - デベロッパーの「株式会社鈴鹿ハンター」の出資者で[7]、開業時には1階奥に核店舗として出店していた[6]家電量販店[20]。1990年（平成2年）3月21日の新装開店後も核店舗として出店していた[3]。
- ジャスコ鈴鹿店 - 開業時には2階奥に核店舗として出店していた[6]衣料品店舗で[20]店舗面積約2,290m2であった[1][33]。1997年（平成9年）11月29日に開業した[34]当店から車で約3分の場所にイオン鈴鹿ショッピングセンターベルシティ内に鈴鹿市内3店舗目のジャスコ鈴鹿ベルシティ店が売場面積約21,000m2で開店した後も並行して営業を続けたが[35]、2000年（平成12年）2月23日に閉店した[広報 5]。閉店時点での売場面積は4,791m2で[広報 5]1階と2階に出店していた[広報 6]。